# وزارة التنمية الاقتصادية والتكنولوجيا (بولندا)
وزارة التنمية الاقتصادية والتكنولوجيا هي وزارة تابعة للحكومة البولندية تدعم الوزير المسؤول عن ثلاث إدارات لبناء الإدارة الحكومية والتخطيط والتنمية والإسكان والاقتصاد. تأسست في 12 أغسطس 2021.

## وصلات خارجية
- الموقع الرسمي